# Andrzej Cretti
Andrzej Aleksander Cretti (ur. 26 czerwca 1923 w Warszawie, zm. 6 listopada 2017) – polski ginekolog, położnik, profesor nauk medycznych specjalizujący się w badaniach nad gestozą, wykładowca akademicki, członek wielu Komisji PAN (np. Komisja Wad Rozwojowych, Komisja Rozwoju Człowieka, Komisja Patofizjologii Klinicznej) oraz międzynarodowych specjalistycznych instytucji i stowarzyszeń.

## Życiorys

### Warszawa (1923–1949)
Był najmłodszym dzieckiem Stanisława Cretti (nauczyciela) i Heleny z domu Bobrowskiej. Miał siostrę Zofię (ur. 6.04.1921) i brata Stanisława.
Liceum o profilu humanistycznym skończył w czasie okupacji niemieckiej na tajnych kompletach w Milanówku. Po zdaniu matury w 1942 roku rozpoczął studia lekarskie w Szkole profesora Zaorskiego (zob. Jan Zaorski). Równocześnie pracował zarobkowo m.in. jako ortoptysta w Aninie.
W latach 1942–1944 Andrzej Cretti ps. „Górski” był żołnierzem 10. pułku piechoty Armii Krajowej Milanówek (Podokręg Zachodni AK, Obwód Błonie, Ośrodek Milanówek „Mielizna”). Żołnierze z Ośrodka „Mielizna” produkowali środki bojowe (granaty, butelki z benzyną itp.), które magazynowali i przekazywali powstańcom. Brali też udział w odbieraniu spadochronowych zrzutów sprzętu, np. zabezpieczali lądowiska i miejsca zrzutów (zob. zrzuty zaopatrzenia nad Warszawą i okolicznymi lasami).
Od lutego 1945 roku Andrzej Cretti kontynuował studia na Wydziale Lekarskim UW. Absolutorium uzyskał w 1947 roku, a dyplom lekarza w 1949 roku.

### Gdańsk (1949–1954)
W roku 1949 rozpoczął pracę w Klinice Położnictwa i Chorób Kobiecych Akademii Medycznej (AM) w Gdańsku pod kierunkiem prof. Henryka Gromadzkiego (1886–1952, zob. badania). Pracował też w szpitalu rejonowym w Nowym Dworze Gdańskim i Szpitalu Miejskim w Gdańsku oraz w poradniach ginekologicznych.

### Białystok (1954–1976)
Od roku 1954 pracował w Klinice Położnictwa i Chorób Kobiecych AM w Białymstoku, początkowo pod kierownictwem prof. Stefana Soszki, a od 1963 roku – profesora Józefa Musiatowicza. W roku 1960 odbył staż naukowy w Zakładzie Fizjologii Zwierząt Uniwersytetu w Nottingham. W latach 1955–1967 otrzymał:
- 1955 – tytuł zawodowy specjalisty w zakresie położnictwa i ginekologii
- 1960 – stopień doktora nauk medycznych na podstawie pracy pt. „Obraz morfologiczny ściany macicy w zakażeniu wewnątrzmacicznym podczas porodu” (Roczniki Akademii Medycznej w Białymstoku 1959 : 5, s.201-244)[10],
- 1967 – stopień doktora habilitowanego na podstawie dorobku naukowego i rozprawy pt. „O wpływie estradiolu i progesteronu na gojenie się ran”.

Przez 22 lata pracował kolejno na stanowiskach starszego asystenta, adiunkta i docenta. W latach 1971–1976 pełnił funkcję kierownika Kliniki Ginekologii i Położnictwa Septycznego w Instytucie Położnictwa i Ginekologii.
W 1968 roku został powołany na członka międzynarodowego komitetu do badań nad gestozą (Organization Gestosis – Society for the Study of Pathophysiology of Pregnancy), a w roku 1975 wybrany na sekretarza tej organizacji dla regionu Europy Wschodniej. Od 1973 roku do przejścia na emeryturę (PAM 1993) był przewodniczącym Sekcji Gestozy w Polskim Towarzystwie Ginekologicznym.

### Szczecin (1976–2017)
W latach 1976–1993 był kierownikiem Kliniki Patologii Ciąży i Porodu Pomorskiej Akademii Medycznej w Szczecinie. Był zaangażowany w rozwój młodej kadry naukowej – zachęcał młodych lekarzy do badań i publikacji ich wyników. Pełnił funkcję promotora 15 rozpraw doktorskich, w tym 14 prac asystentów zatrudnionych w PAM, m.in.:
- Wiesława Wieczorek,Ewolucja zmian w zapasie elektrokardiograficznym w okresie wczesnoniemowlęcym u dzieci matek przewlekle tokolizowanych lekami, beta-sympatyko-mimetycznymi (19/10/1993)
- Olimpia Sipak-Szmigiel[c], Wpływ trapidilu na ciśnienie tętnicze krwi, na reakcję presyjną na angiotensynę II i na stężenie prostacykliny i tromboksanu w osoczu krwi u ciężarnych i nieciężarnych królic (08/06/1993)
- Halina Konefał, Wpływ stosowania surfaktantu i surfaktantu wraz z ambroksolem na przeżywalność i stopień upowietrznienia płuc nowourodzonych wcześniaków króliczych poddanych sztucznej wentylacji (18/05/1993)
- Mariusz Zieliński, Wpływ oleju z wiesiołka na ciśnienie tętnicze krwi, na reakcję presyjną na angiotensynę II i na stężenie prostacykliny i tromboksanu w osoczu krwi u ciężarnych i nieciężarnych królic (20/04/1993)
- Grażyna Hnatyszyn, Wpływ progesteronu na dojrzewanie płuc płodów królicznych i nowonarodzonych królików (16/03/1993)
- Barbara Nestorowicz, Wpływ aminofiliny betametazonu na wzrost płodów króliczych (01/01/1991)
- Jadwiga Ossowicka-Stępińska, Wpływ aminofiliny na dojrzewanie płuc, przeżywalność i masę ciała płodów króliczych (01/01/1989)

Był też opiekunem naukowym dwóch osób wykonujących badania w ramach przewodów habilitacyjnych.
Stanowisko profesora nadzwyczajnego zajmował od 1982 roku. Tytuł profesora nauk medycznych otrzymał w roku 1990.
Po odejściu na emeryturę (1993) kontynuował pracę w polskich i zagranicznych (władał biegle czterema językami obcymi: niemieckim, angielskim, rosyjskim i włoskim) instytucjach i stowarzyszeniach medycznych, m.in. w Polskiej Akademii Nauk jako członek lub przewodniczący w Komitetach Wydziału Nauk Medycznych (Kom. Rozwoju Człowieka, Kom. Patofizjologii Klinicznej i in.) oraz w Międzynarodowej Organizacji Gestozy dla Europy Wschodniej jako przewodniczący Komisji Oceny Postępowania w Gestozie (od 1980 roku).
Był członkiem Brytyjskiego Towarzystwa Preeclamptic Toxaemia Soc., członkiem honorowym Włoskiego Towarzystwa Położnictwa i Ginekologii, Jugosłowiańskiego Towarzystwa USG.

## Dorobek naukowy
Profesor Andrzej Cretti był autorem i współautorem 134 publikacji naukowych w czasopismach krajowych i zagranicznych oraz trzech monografii. Był promotorem 15 rozpraw doktorskich i opiekunem naukowym w dwóch przewodach habilitacyjnych. Szczególnie dużą wagę przywiązywał do problematyki gestozy. W latach 60. XX w. opracował podział i klasyfikację przypadków gestozy oraz własny schemat postępowania terapeutycznego (leczenie sterowane i skojarzone). W cenionych czasopismach zagranicznych opublikowano artykuły:
- Cretti A.: Combined treatment of eclampsia with hypotensive drugs, magnesium sulfate and saluretics, Am J Obstet Gynecol, 1964 Dec 15; 90:1319–23[12]
- Cretti A.: Wie kann den Schwierigkeiten in der antihypertensiven Behandlung von Spätgestosen vorgebeugt werden? Zentralblatt fur Gynakologie. 1966: 88, s. 770–777

Jako przewodniczący Sekcji Gestozy w Polskim Towarzystwie Ginekologicznym organizował liczne ogólnopolskie i międzynarodowe sympozja. Wydania materiałów z tych specjalistycznych spotkań są uznawane za najbardziej znaczące dokonania A. Crettiego:
- O wpływie estradiolu i progesteronu na gojenie się ran = Influence of oestradol and progesterone on wound healing = O bliânii èstradiola i progesterona na zaživlenie ran / Andrzej Cretti. Wydanie I. Białystok ; Warszawa: Państwowy Zakład Wydawnictw Lekarskich, 1966
- Aktualne badania nad gestozą: I Sympozjum Sekcji Gestozy Polskiego Towarzystwa Ginekologicznego, Kielce 8-9 XI 1974 / redaktor naukowy Andrzej Crretti, druk 1975
- Badania naczyń krwionośnych i układu krążenia w gestozie: zbiór prac: III Sympozjum Sekcji Gestozy Polskiego Towarzystwa Ginekologicznego, Szczecin, 10-11. V.1980 / [kom. org. sympozjum ; przew. Andrzej Cretti]
- Postępowanie diagnostyczne i terapeutyczne w gestozie EPH (późnym zatruciu ciążowym) / Andrzej Cretti ; Pomorska Akademia Medyczna w Szczecinie, 1985
- Olej z nasion wiesiołka w profilaktyce i terapii: 2 Sympozjum (Łódź, 6-7.10.1995): zbiór prac / komitet nauk. Andrzej Cretti [et al.]. Łódź: MakoLab, 1996

## Odznaczenia i wyróżnienia
Został uhonorowany:
- Krzyżem Kawalerskim Odrodzenia Polski
- Złotym Krzyżem Zasługi
- Medalem Zwycięstwa i Wolności 1945
- tytułem doktora honoris causa Pomorskiej Akademii Medycznej w Szczecinie

## Życie pozazawodowe
Prof. Cretti był zamiłowanym żeglarzem – brał czynny udział w żeglarskich rejsach pełnomorskich po Morzu Śródziemnym i jeziorach mazurskich. Był też pasjonatem turystyki rowerowej i muzyki poważnej. Unikał kontaktów z osobami bliżej nieznanymi, co prawdopodobnie oznaczało silną potrzebę ochrony prywatności, charakterystyczną dla ludzi z wojennego pokolenia.